# پشنگ
پَشَنگ در شاهنامه سه تن یا ممکن است بیش از سه تن باشد. پشنگ نخست برادرزاده فریدون و داماد ایرج است. پشنگ دوّم بانی و بنیانگذار کشور توران پس از تور است. پشنگ دیگر که سومین است معروف به شیده فرزند افراسیاب و نبیره پشنگ دوّم مؤسس سلطنت کشور توران است.

## پشنگ داماد ایرج
زمانی‌که ایرج به دست برادران خویش سلم و تور کشته شد تاج و تخت ایران بی‌وارث گشت. فریدون از این واقعه بسیار نگران بود، اما ایرج مدتی پیش از کشته شدن با یکی از کنیزان خویش به نام ماه آفرید وصلت نموده و ماه‌آفرید از ایرج آبستن بود. از قضا ماه‌آفرید دختری به دنیا آورد و آن دختر هنگام بلوغ با بزرگ‌زاده‌ای بنام پشنگ وصلت کردو ثمرهٔ ازدواج ایشان منوچهر شد. بدین سبب فریدون در سنین کهولت به آرزوی خویش که همانا اطمینان خاطر از مشخص شدن وارث تاج و تخت ایران باشد، رسید.
| چو هنگامهٔ زادن آمد پدید     |  | یکی دختر آمد ز ماه‌آفرید        |
| چو بر جست و آمدش هنگام شوی  |  | چو پروین شدش روی و چون مشک موی |
| نیا نامزد کرد شویش پشنگ     |  | بدو داد و چندی برآمد درنگ      |
| یکی پور زاد آن هنرمند ماه   |  | چگونه سزاوار تخت و کلاه        |
| جهان‌بخش را لب پر از خنده شد |  | تو گفتی مگر ایرج‌اش زنده شد     |
| می روشن آمد ز پرمایه جام    |  | مر آن چهر دارد منوچهر نام      |

## پشنگ شاه توران
پشنگ پسر زادشم پدر افراسیاب و نبیرهٔ تور شاه توران است. پسران دیگر او گرسیوز و اغریرث هستند. آغازگر جنگ ایران و توران در شاهنامه پشنگ است. او کینه قتل تور را در سینه داشت و مترصد فرصت بود تا انتقام نیایش را از ایرانیان بستاند. هنگامی‌که خبر مرگ منوچهر را شنید فرصت را مناسب یافت و موضوع انتقام تور را با سران و بزرگان توران درمیان گذاشت.
| پس آنگه ز مرگ منوچهر شاه  |  | بشد آگهی تا به توران سپاه       |
| ز نارفتن کار نوذر همان    |  | یکایک بگفتند با بدگمان          |
| چو بشنید سالار ترکان پشنگ |  | چنان خواست کآید به ایران به جنگ |
| یکی یاد کرد از نیا زادشم  |  | هم از تور بر زد یکی تیز دم      |

## پشنگ (شیده)
در دوران بسیار متأخرتر و زمان کیکاووس دوباره نام پشنگ (شیده) بر سر زبان‌هاست در بیتی آمده: پشنگ بود نامش پدر شیده خواند. لقب شیده، پشنگ دوران کیکاووس را از پشنگ دوران فریدون متمایز می‌کند.
| سیاوش به ایوان خرامید شاد  |  | به مستی ز ایران نیامدش یاد   |
| چنین گفت با شیده افراسیاب  |  | که چون سر برآرد سیاوش ز خواب |
| تو با پهلوانان و خویشان من |  | کسی کاو بود مهتر انجمن       |
| به شبگیر با هدیه و با غلام |  | گرانمایه اسپان زرین ستام     |
| ز لشکر همی هر کسی با نثار  |  | ز دینار وز گوهر شاهوار       |
| ازین گونه پیش سیاوش روند   |  | هشیوار و بیدار و خامش روند   |
| فراوان سپهبد فرستاد چیز    |  | بدین گونه یک هفته بگذاشت نیز |